# Eclissi solare del 24 dicembre 1927
L'eclissi solare del 24 dicembre 1927 è stato un evento astronomico che ha avuto luogo il suddetto giorno attorno alle ore 03.59 UTC. Tale evento ha avuto luogo nella maggior parte dei territori antartici. L'eclissi del 24 dicembre 1927 è stata la terza eclissi solare nel 1927 e la 63ª nel XX secolo. La precedente eclissi solare avvenne il 29 giugno 1927, la seguente si è verificata il 19 maggio 1928.
Il giorno della luna nuova (novilunio), la differenza tra le distanze apparenti di luna e sole osservate sulla terra è estremamente piccola. In tale momento, se la luna si trova in prossimità del nodo lunare, cioè uno dei due punti in cui la sua orbita interseca l'eclittica, si verifica un'eclissi solare. Quando vi è assenza di ombra e la penombra raggiunge parte dell'estremità settentrionale o meridionale della terra, si verifica un'eclissi solare parziale,  che si verifica quindi presso le regioni polari della Terra.

## Percorso e visibilità
Questa eclissi solare parziale poteva essere vista nella maggior parte dell'Antartide ad eccezione delle aree costiere vicine all'Australia e all'estremità settentrionale della penisola antartica. Poiché in Antartide non esiste un fuso orario definito, l'eclissi solare in alcune aree diurne polari è durata dalla tarda notte del 23 dicembre alla mattina presto del 24 dicembre.

## Eclissi correlate

### Eclissi solari 1924 - 1928
Questa eclissi è un membro di una serie semestrale. Un'eclissi in una serie semestrale di eclissi solari si ripete approssimativamente ogni 177 giorni e 4 ore (un semestre) in nodi alternati dell'orbita della Luna.